# Anderbergia
Anderbergia, rod glavočika iz južnoafričke provincije Cape. Sastoji se od šest vrsta iz provincije Cape, Južna Afrika. Dvije vrste su prenesene iz roda Petalacte D. Don, poimence. A. epaleata (Hilliard & Burtt) B. Nord., comb. n. i A. vlokii (Hilliard) B. Nord., comb. n. Opisane su četiri nove vrste, i to A. rooibergensis B. Nord, iz Rooiberga u Ladismith Div., A. fallax B.Nord, iz Langeberga blizu Swellendama, i A. elsiae B. Nord, i A. ustulata B. Nord, iz planina u Worcester Div. Rod Anderbergia endem je jugozapadne Cape provincije s prilično uskim područjem rasprostranjenja u južnim planinskim lancima Cape. Novi rod je povezan s Petalacte D. Don, Langebergia Anderb., a posebno Anaxeton Gaertn., svim južnoafričkim rodovima koji pripadaju skupini Anaphalis iz plemena Gnaphalieae ('vječni') iz Compositae. Priloženi su karte distribucije, ilustracije i opisi.
Rod je opisan 1996.

## Vrste
1. Anderbergia elsiae B.Nord.
2. Anderbergia epaleata (Hilliard & B.L.Burtt) B.Nord.
3. Anderbergia fallax B.Nord.
4. Anderbergia rooibergensis B.Nord.
5. Anderbergia ustulata B.Nord.
6. Anderbergia vlokii (Hilliard) B.Nord.